# Bubo blakistoni
Bubo blakistoni là một loài cú cá trong họ Strigidae.
Loài cú này lớn hơn ba loài cú cá đang tồn tại. Một nghiên cứu hiện trường cho thấy con trống nặng từ 3,15 đến 3,45 kg (6,9 đến 7,6 lb), còn con mái nặng 3,36 đến 4,6 kg (7,4 đến 10,1 lb), lớn hơn con trống khoảng 25%. Loài cú này dài sải cánh lúc xòe một góc 90 độ là 44,7–56 cm (17,6–22,0 in), đuôi dài 26,5–29 cm (10,4–11,4 in), xương cổ chân dài 7,3–9,5 cm (2,9–3,7 in) và culmen dài khoảng 7,1 cm (2,8 in).